# 안풍 사건
안풍 사건(安風 事件)은 1996년 15대 총선에서 신한국당이 안기부의 예산을 가지고 선거 자금으로 사용했다는 의혹이 제기되었던 사건이다. 1998년 당시에는 안기부 예산을 빼돌린 것이라는 의혹이 나왔지만 2001년 최종 수사 결과 신한국당의 대선 자금으로 밝혀졌다.
결국 이 사건은 당시 김영삼 대통령이 1992년 대선때 모금 뒤 남은 잔금을 안기부 계좌에 예치했다가 총선 선거 자금으로 사용했던 것으로 나타났다. 이 사건으로 강삼재 전 한나라당 의원과 김기섭 전 안기부 운영차장이 국고 등의 손실 혐의로 기소되었으나, 재판 중 강삼재의원이 김영삼 대통령의 사재라는 증언을 해 대법원은 국고 손실 혐의에 대해서는 무죄를 선고했다. 흔히 언론에서는 정세에 영향을 미치는 북한발 소식에 대해 '북풍'이라고 부렀는데, 이 사건은 안기부의 예산과 관련되어 있었기 때문에 '안풍'이라고 불렸다.

## 배경
안풍사건은 김기섭 당시 안기부 운영차장 겸 기조실장이 안기부 내에서 불법 자금을 조성 또는 안기부의 예산 일부를 빼돌려 1996년 신한국당의 총선자금으로 사용하였다는 내용이었다. 새정치국민회의계에서는 이를 이용하여 신한국당을 향해 정치공세를 가하였다. 그 후 안풍 사건은 오랜 동안 법정 공방 끝에 안기부 예산은 아닌 것으로 확인되었다. 이 돈은 김영삼 정권이 1992년 대선에서 쓰고 남은 자금으로 강삼재 신한국당 사무총장이 대선 직후 이 돈을 보관하던 김기섭 안기부 운영차장장에게서 인계 받아 1996년 총선자금으로 사용한 것으로 확인되었다.
김영삼 대통령 이전 군사정부의 대통령들이 안기부에 천문학적 규모의 통치자금을 숨겨 놓고 사용했다는 것은 공공연한 비밀이었으나 실체가 밝혀진 적은 없었다. 하지만 2000년 국민의 정부 시절, 김영삼 전 대통령의 안기부 자금 유용 가능성이 제기되며 문민 정부의 도덕성과 문민 정부 당시 여당이었던 한나라당의 도덕성에 큰 타격을 입혔다.

## 수사 및 기소
2000년 10월 15대 총선 직전 신한국당에 안기부 자금 400여억원이 유입되었다는 의혹이 제기되었고, 검찰은 이에 대해 수사에 착수했다. 이 의혹이 제기되자 선거 당시 사무총장이었던 강삼재 의원에게 시선이 쏠렸으나, 강삼재 의원은 "내 생명을 걸고 맹세하는데, 나는 이번 일과 아무 관련이 없다"고 사건과의 연관성을 강력히 부인했다. 한나라당 박종웅 의원은 "김영삼 전 대통령은 5년 재임기간 단 한푼의 정치자금도 받지 않았다"며 김영삼과도 연관이 없다고 주장했다.
검찰은 2001년 1월 김기섭 전 안기부 운영차장이 안기부 예산 1157억원을 96년 총선과 95년 지방자치단체선거 자금으로 구여권에 제공했다는 수사결과를 발표했고, 김기섭 전 안기부 운영차장은 구속됐으며, 강삼재 전 사무총장은 계속 검찰의 소환에 불응했다. 이 과정에서 지원된 자금의 액수는 1192억으로 늘어났고, 이 금액이 강삼재 전 사무총장이 관리하던 차명계좌로 들어가 이중 433억원이 당시 신한국당후보자 1백80여명과 야당과 무소속 후보 7명에게 나눠졌음을 밝혀냈다. 강삼재 의원은 이것이 표적수사라며 반발하며 검찰 출두를 거부했고, 이회창 총재는 검찰을 믿을 수 없다며 "여야의 모든 정치자금을 밝히자"고 제안하기도 했다. 결국 1월 22일 검찰은 강삼재 의원을 소환없이 불구속 기소했고, 김기섭은 구속 기소했다.
1월 29일 한나라당 김영일 의원은 이 돈이 김영삼의 정치 자금이라고 주장했으나, 검찰은 국고 수표를 통해 자금이 나왔다는 점에 비추어 볼 때 정치자금일 가능성이 거의 없다고 반박했다.

## 재판
2003년 8월 14일, 한나라당 강삼재 의원으로부터 안기부 예산 925억원을 세탁해주는 대가로 2억원을 받은 혐의로 지난 3월 기소돼 징역 10년을 구형받은 전 경남종금 서울지점장은 1심 재판에서 3년을 특정경제범죄가중처벌법상 수재를 이유로 징역 2년을 선고받았다.
2003년 9월 23일 1심 재판부는 이 돈이 안기부 예산이라며 강삼재에게 징역 4년, 추징금 7백31억원의 중형을 선고했다. 9월 24일 강삼재는 의원직을 사퇴하며 정계 은퇴를 선언했고, 2004년 1월에는 "진실을 밝히느냐, 스스로 감옥에 가기를 자처하느냐에 대해 머지 않은 시일 내에 결론을 내리겠다"고 말하기도 했다. 결국 강삼재는 2심 재판 중인 2004년 2월 6일, 이 자금이 김영삼 대통령으로부터 나왔다고 시인했다.
검찰은 이에 따라 재수사에 들어갔고, 법원은 김영삼을 증인으로 소환하도록 했다. 하지만 김영삼은 강삼재에게 돈을 준 적이 없다고 부인하며 두 차례 소환에도 불구하고 출석하지 않았고, 김기섭은 이 자금과 김영삼은 무관하고 안기부 돈을 강삼재에게 직접 주었다고 증언했으나 결국 항소심 재판부는 2004년 7월 김영삼의 정치 자금이었음을 인정하며 강삼재와 김기섭 모두에게 무죄를 선고했다. 2005년 10월 대법원은 두 사람 모두에 대한 무죄를 확정했다. 하지만 김영삼 대통령은 이 자금의 출처에 대해 입을 열지 않았다. 한편에서는 이 자금이 1992년 14대 대선의 잔금이며, 노태우 대통령의 비자금이 포함되어있을 수 있다는 가능성을 제기하기도 했으며, 또 한편에서는 노태우 정권 시절부터 안기부에서 관리되던 통치자금이라고 주장하기도 했다.

## 같이 보기
- 수지김 사건
- 세풍 사건
- 총풍 사건
- 미림팀
- 초원복집 사건
- 안기부 X파일 사건